# A Love So Beautiful
 (avril 2021).
A Love So Beautiful (chinois : 致我们单纯的小美好 ; pinyin : Zhì Wǒ Mén Dān Chún De Xiǎo Měi Hǎo) est une série télévisée chinoise diffusée du 9 novembre au 7 décembre 2017 sur Tencent Video.

## Synopsis
Chen Xiaoxi et Jiang Chen sont camarades de classe à l'école secondaire de Chenxi et sont voisins depuis la maternelle. Chen Xiaoxi, une fille joyeuse qui n'étudie pas beaucoup, exprime son admiration pour Jiang Chen, un étudiant populaire connu pour sa beauté et ses bonnes notes. Cependant, Jiang Chen est très distant et indifférent envers les gens à cause de la mort prématurée de son père. Avec leurs amis - Lu Yang, drôle mais sale d'esprit, Lin Jingxiao, athlétique mais brutal, et le joyeux nageur national Wu Bosong - Chen Xiaoxi et Jiang Chen se préparent pour leur Gaokao, un examen d'entrée à l'université, au cours de leur voyage à travers l'école secondaire et vers l'âge adulte menant à la floraison de l'amour à Jiang Chen envers Chen Xiaoxi, et finalement les deux finissent ensemble.

## Distribution

### Acteurs principaux
- Hu Yitian : Jiang Chen
- Shen Yue : Chen Xiaoxi

### Acteurs secondaires
- Gao Zhiting : Wu Bosong
- Wang Ziwei : Lin Jingxiao
- Sun Ning : Lu Yang
- Lü Yan : Li Wei
- Zhang He Hao Zhen :	Li Shu
- Wang Jiahui: Qiao Lu

## Diffusion internationale
- Netflix, Viki, Viu et YouTube (Huace Global Fun)
- Astro Shuang Xing
- ABS-CBN, Asianovela Channel
- KTH
- CHOCO TV